# Око твоје неверно
Око твоје неверно је трећи студијски албум српског поп певача Жељка Самарџића, издат 1993. године за Јувекомерц у сарадњи са Јужним ветром.

## Списак песама
Аутор(и) свих текстова: Зоран Матић, осим 4 и 7 Кемал Монтено и 6 Златко Пејаковић, аутор(и) свих песама: Зоран Матић, осим 4 и 7 Кемал Монтено, и 6 Златко Пејаковић и Корнелије Ковач.
| №  | Назив                      | Трајање |  |
| 1. | Око твоје неверно          | 2:51    |  |
| 2. | Збогом љубави              | 2:38    |  |
| 3. | Лагаћемо вараћемо          | 2:29    |  |
| 4. | Другима цветају руже       | 3:26    |  |
| 5. | Љубим ти окице             | 3:28    |  |
| 6. | Черге                      | 4:05    |  |
| 7. | Једне ноћи једне зиме      | 3:01    |  |
| 8. | Гладан сам те жедан сам те | 3:34    |  |
| 9. | У животу све сам био       | 3:40    |  |